# Paneles de Pitsa

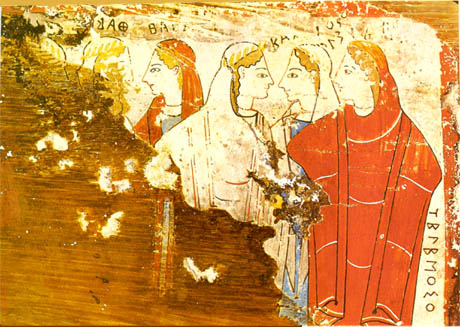
"Panel B"

Los Paneles o tablillas de Pitsa son un grupo de tablillas de madera pintadas encontradas cerca de Pitsa, en las proximidades de Sición; esta fue una antigua ciudad de Grecia situada al norte del Peloponeso, entre Corinto y Acaya. Son los ejemplos supervivientes más antiguos de pintura sobre tabla de la Antigua Grecia.

## Ubicación
Los cuatro paneles, dos de ellos muy fragmentados, fueron descubiertos durante los años 1930 en una cueva cerca del pueblo de Pitsa, en las proximidades de Sición. Pueden ser estilísticamante datados en 540–530 a. C., es decir durante el periodo arcaico del arte griego.

## Técnica
Las tablillas son paneles finos de madera, cubiertos con estuco (yeso) y pintado con pigmentos minerales. Sus colores brillantes están sorprendentemente bien conservados. Solo se usaron ocho colores (negro, blanco, azul, rojo, verde, amarillo, púrpura y marrón), sin sombreado o gradación de ningún tipo. Probablemente, los contornos en negro se dibujaron primero y después se rellenó con los colores. 
El buen estado de conservación de los colores se lo debemos a la cueva en la que estas fueron encontradas; principalmente gracias a un depósito de cristales de piedra caliza en la superficie de ellas y a un desprendimiento de tierra que bloqueó la entrada e impidió la entrada de aire, favoreciendo su conservación.

## Motivos
Las tablillas representan escenas religiosas relacionadas con el culto a las ninfas (deidades de la naturaleza menores, de la mitología griega).
Se puede observar como el Panel A muestra un sacrificio a las ninfas. Un hombre y tres mujeres, vestidas con quitones y peplos, están acercándose a un altar a la derecha. Son acompañados por dos músicos que tocan la lira y el aulos. La mujer más cercana al altar parece estar vertiendo sobre él una libación de una jarra. Una figura pequeña detrás, quizás un esclavo, está dirigiendo un cordero, la víctima del sacrificio. Una inscripción en alfabeto corintio nombra a las mujeres, Euthydika, Etheloncha y Eucholis y declara que la tablilla, u ofrenda descrita, está dedicada a las ninfas. Una figura pequeña detrás, quizás un esclavo, está dirigiendo un cordero, la víctima del sacrificio. 
La segunda tablilla "Panel B", se encuentra bien preservada, a pesar de los deterioros presentes en la parte de la izquierda, los cuales no permiten que se admire bien la escena; también tiene una dedicación escrita a las ninfas y muestra varias figuras femeninas parcialmente superpuestas, quizás las propias ninfas. Estas, al igual que en el otro panel, poseen ramitas; sin embargo, en este caso se encuentran como elemento decorativo, tras la oreja.

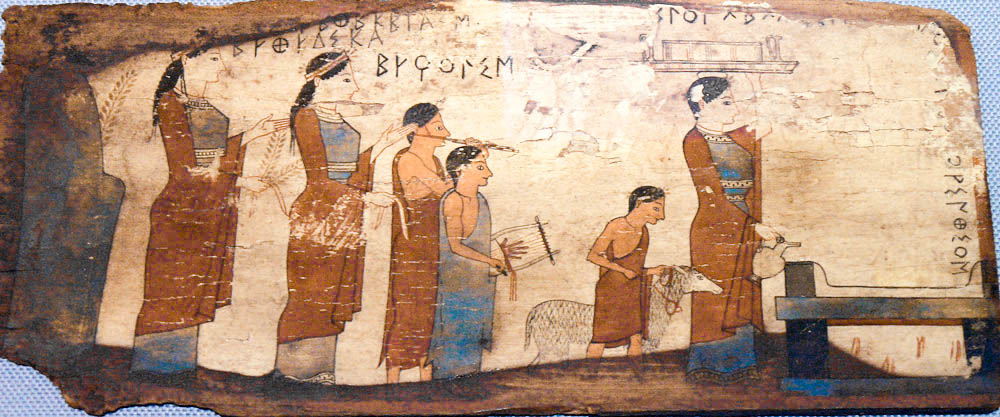
"Panel A".

## Función y contexto
Las tablillas son ofrendas votivas, conectadas con el culto rural a las ninfas, el cual estaba extendido por toda Grecia. Estilística y técnicamente, probablemente representan paneles pintados de baja calidad de su época. Esto, así como las referencias a paneles votivos pintados o inscritos de madera en otros santuarios griegos (p. ej. Epidauro), indica que las tablillas de Pitsa pertenecen a los tipos votivos disponibles para los sectores más pobres de la población. Estos exvotos sencillos debieron haber sido muy numerosos y comunes originalmente, pero el hecho de estar hechos de materiales perecederos, mientras que los exvotos más ricos eran de piedra, bronce o metales preciosos, ha provocado su casi total desaparición del registro arqueológico.

## Importancia
La mayoría de las pinturas antiguas que han sobrevivido son frescos o pinturas sobre vasijas. Se sabe que las pinturas sobre tabla eran tenidas en mayor consideración, pero muy pocas han sobrevivido. Los ejemplos más conocidos de pintura sobre tabla antigua, los retratos de Fayum y el Tondo Severiano, son de época romana. Las tablillas de Pitsa, probablemente preservadas debido a las condiciones climáticas inusuales dentro de la cueva, son con mucho los ejemplos más antiguos conservados de esta técnica. Como únicos ejemplares prerromanos preservados, representan prácticamente toda la evidencia de un estilo entero de arte. Curiosamente, los antiguos griegos creían que la pintura sobre tabla había sido inventada en Sición, no lejos de Pitsa.